# Sinopanax formosana
Sinopanax es un género monotípico de fanerógamas perteneciente a la familia  Araliaceae, comprende una única especie: Sinopanax formosana (Hayata) H.L.Li. Es originaria de Taiwán.

## Taxonomía
Sinopanax formosana fue descrita por (Hayata) H.L.Li y publicado en Journal of the Arnold Arboretum 30(3): 231. 1949.
Sinonimia
- Oreopanax formosanus Hayata, J. Coll. Sci. Imp. Univ. Tokyo 25(19): 108 (1908).
- Brassaiopsis formosana (Hayata) T.Yamaz., J. Jap. Bot. 48: 141 (1973).[2]